# بوززای
بوززای (به مجاری:  Bozzai) یک شهرداری در مجارستان است که در واش واقع شده‌است. بوززای ۴٫۴۳ کیلومتر مربع مساحت و ۳۱۸ نفر جمعیت دارد.